# Frida Schottmüller
Frida Schottmüller (* 21. August 1872 in Berlin; † 12. Juni 1936 ebenda) war eine deutsche Kunsthistorikerin.

## Leben

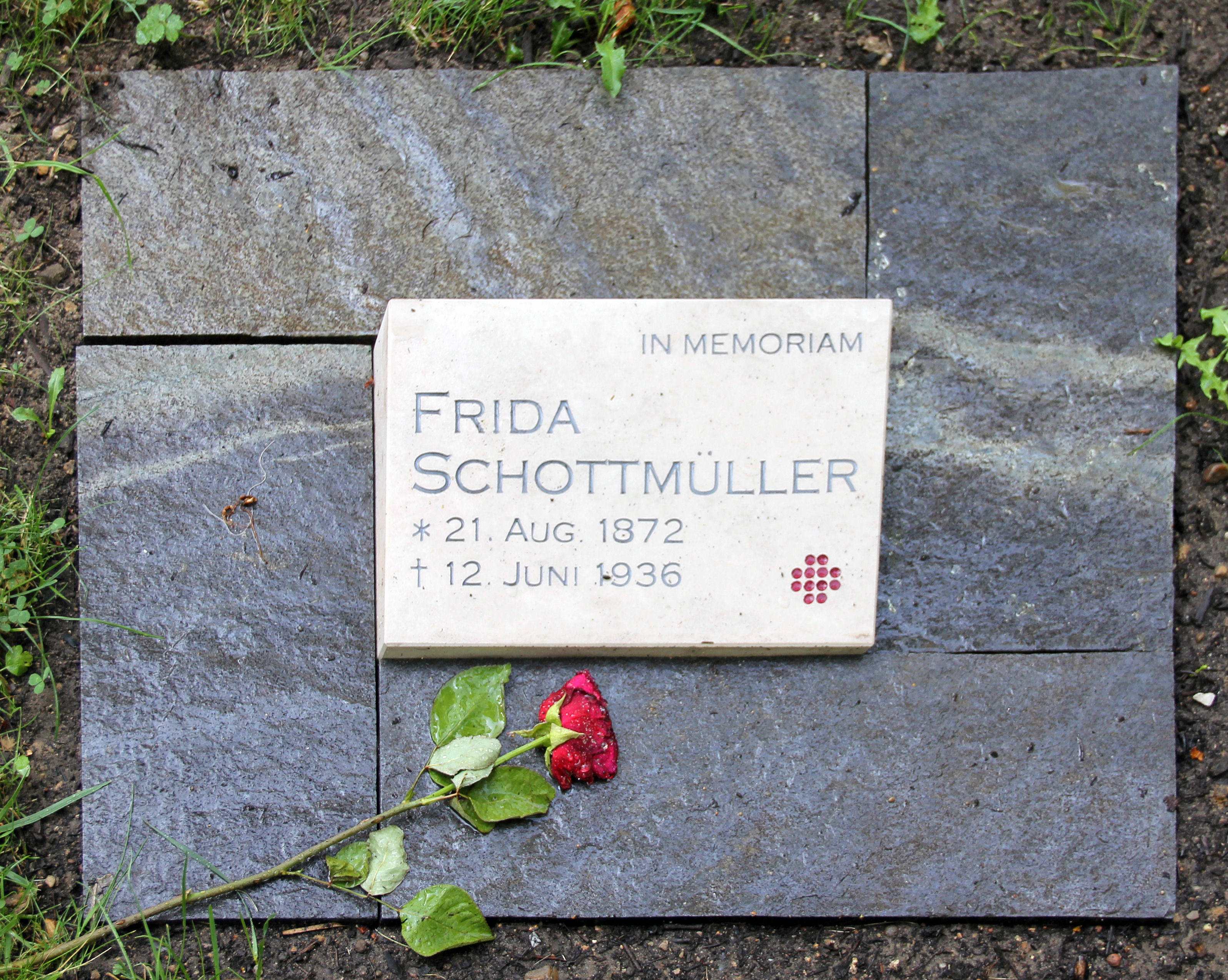
Gedenkstein auf dem alten St.-Matthäus-Kirchhof, in Berlin-Schöneberg

Schottmüller war das zweite Kind des Historikers Konrad Schottmüller (1841–1893) und dessen Frau Emma (geborene Wittich). Ihr Vater war Lehrer an der Preußischen Hauptkadettenanstalt in Berlin und 1888 bis 1890 Erster Sekretär der neu gegründeten Königlich Preußischen Historischen Station in Rom. Ihre Mutter entstammte einer Verlegerfamilie. Ihr älterer Bruder Kurt Schottmüller (1871–1919) wurde Archivar.
Zunächst wurde Schottmüller an der Höheren Töchterschule von Fräulein E. Beckmann unterrichtet, seit 1893 besuchte sie die Zeichenschule des Vereins der Berliner Künstlerinnen und die Königliche Kunstschule zu Berlin und arbeitete nach dem Examen zunächst als Lehrerin. Ab 1899 studierte sie zunächst als Gasthörerin an der Universität Berlin und besuchte unter anderem Vorlesungen von Adolph Goldschmidt, Reinhard Kekulé von Stradonitz, Georg Simmel oder Heinrich Wölfflin. 1903 wechselte sie an die Universität Zürich, wo sie 1904 mit einer Arbeit zu Donatello promoviert wurde, da es für Frauen bis ins Jahr 1908 nicht möglich war an einer preußischen Hochschule einen Abschluss zu erlangen. Anschließend wurde sie Ende 1905 Mitarbeiterin am Kaiser Friedrich-Museum in Berlin unter Wilhelm von Bode. Sie wurde als wissenschaftliche Hilfsarbeiterin der Gemäldegalerie und der Skulpturensammlung angestellt. Hier war sie an der Betreuung der Renaissance-Sammlung und dem Aufbau der Period Rooms beteiligt.
Am 25. August 2019 wurde auf dem alten St.-Matthäus-Kirchhof in Berlin-Schöneberg, ein Gedenkstein – genau dort, wo sich ihr Grab befand – enthüllt.

## Veröffentlichungen (Auswahl)
- Die Gestalt des Menschen in Donatelles Werk. Dissertation, Zürich 1904.
- Donatello. Ein Beitrag zum Verständnis seiner künstlerischen Tat. Bruckmann, München 1904 (Textarchiv – Internet Archive).
- Register zu: Wilhelm von Bode: Denkmäler der Renaissance-Sculptur Toscanas in historischer Anordnung. F. Bruckmann, München 1905 (Textarchiv – Internet Archive).
- Daniel Chodowiecki. Velhagen & Klasings, Bielefeld 1912.
- Die italienischen und spanischen Bildwerke der Renaissance und des Barocks in Marmor, Ton, Holz und Stuck (= Beschreibung der Bildwerke der christlichen Epochen. Band 5). Reimer, Berlin 1913.
- Bronze-Statuetten und Geräte. R. C. Schmidt & Co., Berlin 1918 (arachne.uni-koeln.de).
- Wohnungskultur und Möbel der italienischen Renaissance (= Bauformen-Bibliothek. Band 12). J. Hoffmann, Stuttgart 1921 (Textarchiv – Internet Archive).
- Fra Angelico da Fiesole. Des Meisters Gemälde. Deutsche Verlags-Anstalt, Stuttgart und Leipzig 1924 (Textarchiv – Internet Archive).